# Hinode
Hinode, chiamata inizialmente Solar B, è la navicella giapponese lanciata il 23 settembre del 2006 dalla Agenzia Spaziale Giapponese, in collaborazione con la NASA e il PPARC, per studiare il comportamento magnetico del Sole.
La sonda spaziale segue la sonda Yohkoh ed è dotata di tre strumenti principali: il telescopio ottico, il telescopio a raggi X e lo spettrometro per l'ultravioletto estremo.
I tre strumenti analizzano ciascun strato dell'atmosfera solare, dotati di diverse temperature, rivelando una cromosfera estremamente dinamica e turbolenta.
Usando il telescopio gruppi di ricerca della NASA hanno analizzato il Sole e individuato delle onde di Alfvén dimostrando che queste giocano un ruolo determinate nella formazione del vento solare e di burst di plasma che generano getti di raggi X ad alta energia.

## Strumenti
- Telescopio ottico (SOT), il telescopio solare con l'apertura più grande che si trova attualmente nello spazio. Composto da due parti principali (l'Optical Telescope Assembly - OTA e il focal plane package - FPP) è in grado di realizzare scatti ad una risoluzione angolare di 0,2 secondi d'arco. Un vettore magnetografico agganciato al telescopio traccia i campi magnetici generati dalle macchie solari.
- Telescopio a raggi X (XRT) in grado di vedere il gas catturato nella presa magnetica delle macchie solari e, ancora più in alto fluttuante nell'atmosfera solare, la corona.
- Spettrometro (EIS), uno strumento che può sintonizzare in specifiche linee spettrali emesse dagli ioni nell'atmosfera solare. Grazie all'effetto Doppler, gli astronomi possono tenere traccia dei movimenti del materiale solare.

Lunghezze d'onda coperte:
- Ottico
- Raggi X
- Magnetometro
- Settometro

## Caratteristiche fisiche
- Montatura: Riflettore Gregoriano
- Diametro: 0,5 m
- Lunghezza focale effettiva: 9,055 m